# Зено Вендлер
Зено Вендлер (англ. Zeno Vendler, 22 грудня 1921 – 13 січня 2004) — американський філософ мови, засновник і декан філософського факультету Калгарського університету. Значний вплив на мовознавство справили його праці у сферах виду дієслова, числівників, та субстантивації.

## Біографія
Вендлер народився в Девечері та виріс в Угорщині, де він вивчив угорську та німецьку мови. Там він і навчався, поки не почав навчання на священика-єзуїта в Маастрихті. Згодом Вендлер поїхав вивчати філософію в Гарвардському університеті, де він у 1959 році закінчив аспірантуру, захистивши дисертацію на тему «Факти та закони». Після роботи на посаді викладача в кількох американських університетах він почав працювати в Калгарському університеті, де він став один із співзасновників філософського факультету. У 1973 році він покинув Калгарський університет, після чого він викладав в інших університетах, зокрема в Університеті Райса та Університеті Каліфорнії у Сан-Дієго.
Вендлер помер 13 січня 2004 року у віці 83 років у Гетьєфо, (Веспрем).

## Особисте життя
Був двічі одружений, а його першою дружиною була критик поезії Гелен Геннесі Вендлер, і він мав двох синів.

## Вплив
У статті «Дієслова та часи» в часописі Philosophical Review 1957 року Зендлер уперше представив чотири категорії дієслів на основі їхніх видових ознак, що вплинуло на теорію родів дії.
За моделлю Вендлера дії можна класифікувати на чотири видові групи:
- activities (діяльності), які є динамічними, тривалими та неграничними. Наприклад: йти, пити, падати, бігати, вчитися, малювати кола, їсти морозиво, пити каву, подорожувати, працювати, сміятися;
- accomplishments (завершеності), зміна стану, при чому дії є динамічними, тривалими та граничними, мають кінцеву точку та відбуваються поступово. Наприклад: з'їсти морозиво, випити каву, піти на роботу, тонути, згоряти, пропадати, виникати;
- achievements (досягнення), що позначають динамічні, обмежені в часі та граничні дії, мають кінцеву точку та відбуваються раптово. Наприклад: впізнати, знайти, прокинутися, вибухнути, прибути.
- states (стани), які позначають дії, що не мають внутрішньої динаміки, а тому часовий аспект для них не має значення. Приклади: знати, любити, називатися, бути здоровим, знаходитися, жити, блистіти.[8]

Вендлер також популяризовував використання тривалого виду для розрізнення цих лексичних класів; діяльності та завершеності можна вживати в тривалому виді (англ. He is running, He is painting a picture), а досягнення та стани — ні (англ. *He is knowing French, *He is recognizing his friend). Категорії Вендлера зараз широко використовують у дослідженнях у сферах синтаксису, семантики та засвоєння другої мови. Лінгвіст Сіґе-Юкі Курода твердив, що терміни Вендлера досягнення та завершеності «стали базовими поняттями в сучасній лінгвістиці», допомогли розвинути численні теорії та сприяли «точним і високо технічним» дослідженням у багатьох сферах.

## Творчість
Книга Вендлера «Лінгвістика у філософії» 1967 року, яка була збіркою його попередніх статей, справила значний вплив у філософії буденної мови, метою якої є застосування лінгвістичних знань для філософських досліджень.
Вендлер опублікував понад 30 статей і 4 монографії.
Книги:
- Zeno Vendler (1967). Linguistics in Philosophy. Ithaca, NY: Cornell University Press. ISBN 0-8014-0436-3.
- Zeno Vendler (1968). Adjectives and Nominalizations. The Hague: Mouton. ISBN 90-279-0083-3.
- Zeno Vendler (1972). Res Cogitans: An Essay in Rational Psychology. Ithaca, NY: Cornell University Press. ISBN 0-8014-0743-5.
- Zeno Vendler (1984). The Matter of Minds. Oxford: Clarendon Press. ISBN 0-19-824431-2.